# Provence-i Richilde
Provence-i Richilde (845–910. június 2.), II. (Kopasz) Károly frank király és császár második felesége, a frankok királynéja és császárnéja.

## Élete
Richilde Gorzei Bivinnek, az Ardennek grófjának lánya és Boso alsó-burgund király nővére volt. Eredetileg csak ágyasa volt Kopasz Károly frank királynak, aki 870-ben, első felesége, Orléans-i Ermentrude halála után feleségül vette őt. Egy lányuk, Rothild (871–921) érte meg a felnőttkort, aki Roger maine-i grófhoz ment feleségül.
Valahányszor Károly háborúba ment, Richilde vette át a birodalom irányítását, és férje 877-es halála után az állam fejévé kiáltotta ki magát.
Azt tervezte, hogy öccsét, Bosót ülteti a trónra, miután mostohafia, II. (Hebegő) Lajos nem sokkal apja után elhunyt, és gyermekei még túl fiatalok voltak az uralkodáshoz. Ám a birodalom főurai meggyanúsították, hogy vérfertőző kapcsolatot tart fenn öccsével, így megtagadták az engedelmességet. Ezután Richilde megszerezte öccsének a Provence királya címet.
Hebegő Lajost fiai követték a trónon, ám III. Lajos 882-es és II. Karlmann 884-es halála után Richilde megpróbálta megszerezni a hatalmat, habár a birodalom normann befolyás alatt volt és a főurak arra kényszerítették, hogy hagyja el Provence-ot, ahol azonban 910. június 2-án meghalt.